# Junkie XL
Pour les articles homonymes, voir Junkie.
 (avril 2025).
Si vous disposez d'ouvrages ou d'articles de référence ou si vous connaissez des sites web de qualité traitant du thème abordé ici, merci de compléter l'article en donnant les références utiles à sa vérifiabilité et en les liant à la section « Notes et références ».
Junkie XL, parfois abrégé JXL, de son vrai nom Tom Holkenborg (né à Lichtenvoorde le 8 décembre 1967), est un musicien et producteur néerlandais. Il réside aux États-Unis et produit de la house progressive.
Il est également connu pour ses compositions de musique de films et de jeux vidéo, parfois sous son vrai nom. Il a notamment signé la bande-son des films Mad Max: Fury Road, Deadpool et Sonic, le film.

## Biographie
Thomas Antonius Holkenborg entre en 1988 dans le groupe néerlandais de new wave Weekend at Waikiki (nl) qu'il quitte en 1994. Afin d'élargir son horizon musical, il fonde en 1992, avec Phil Mills, le groupe de metal industriel Nerve, avec lequel il sort deux albums. Après la séparation de Nerve en 1996, il commence à écrire ses propres titres sous le pseudonyme de Junkie XL. Il travaille avec beaucoup de grands noms de la musique électronique, comme Sander Kleinenberg, Tiësto et Sasha. 
Ses morceaux apparaissent dans des fils et jeux vidéo. Son morceau Actious Radius est inclus dans le jeu vidéo Need for Speed: Underground sorti en 2003. Il compose le thème musical du jeu vidéo Les Sims 2 : Académie (développé par Maxis et publié par Electronic Arts), sort ien 2005. En 2006, Tom Holkenborg semble prendre un tournant avec son album Today, assez intimiste, en laissant de côté le gros son qui le caractérisait jusqu'alors.
Il compose des musiques de films, notamment DOA: Dead or Alive, sorti le 18 juillet 2007 en France et qui est l'adaptation du célèbre jeu vidéo éponyme, 300 : La Naissance d'un empire, sorti en mars 2014, et Mad Max: Fury Road, sorti en mai 2015. Enfin, il réalise des remixes pour divers artistes de la scène internationale.
À partir des années 2020, Tom Holkenborg est considéré comme un des compositeurs importants de l'industrie du cinéma à Hollywood, notamment après avoir signé les bandes-sons des films Mad Max: Fury Road, Deadpool et Sonic, le film. À cette époque, le studio de composition qu'il dirige est accusé de management toxique par plusieurs employés démissionnaires, et il perd la possibilité de travailler sur le film Black Adam faute de main d'œuvre suffisante.

## Discographie

### Albums studio
- 1997 : Saturday Teenage Kick
- 2001 : Big Sound of the Drags
- 2003 : Radio JXL: A Broadcast From the Computer Hell Cabin
- 2006 : Today
- 2007 : Music From SSX Blur
- 2008 : Booming Back At You
- 2012 : Synthesized

### Avec Nerve
- 1994 : Cancer of Choice
- 1995 : Blood and Gold

### Remixes
- 1997 : Fear Factory - Burn
- 1997 : Fear Factory - Cyberdyne
- 1997 : Fear Factory - Refueled
- 1997 : Fear Factory - Genetic Blueprint
- 1997 : Fear Factory - Bionic Chronic
- 1997 : Dog Eat Dog - Step Right In
- 1998 : 3 Colours Red - Paralyse
- 1998 : Project Pitchfork - Carnival
- 1998 : (HED) P.E. - Serpent Boy
- 1999 : Fear Factory - Cars
- 1999 : Fear Factory - Descent
- 1999 : Kong - Yèllow Mystiç
- 1999 : Soulfly - Umbabarauma
- 1999 : Tanith - T.A.N.I.T.H.
- 2000 : DJ Sandy vs. Housetrap - Overdrive
- 2000 : Shanks & Bigfoot - Sing-A-Long
- 2000 : Praga Khan - Power of The Flower
- 2000 : Junkie XL - Zerotonine
- 2000 : Way Out West - UB Devoid
- 2001 : Ayumi Hamasaki - Vogue
- 2001 : Conjure One - Redemption
- 2002 : Natalie Imbruglia - Beauty On The Fire
- 2002 : Elvis Presley - A Little Less Conversation
- 2002 : Fischerspooner - Emerge
- 2002 : Rammstein - Feuer frei!
- 2003 : Conjure One - Center of The Sun
- 2003 : Syntax - Pray
- 2003 : Dave Gahan - Dirty Sticky Floors
- 2003 : Infusion - Legacy
- 2003 : BT - Somnambulist (Simply Being Loved)
- 2003 : Fear Factory - Edgecrusher
- 2003 : Junkie XL - Between These Walls
- 2003 : Junkie XL - Angels
- 2003 : Mylène Farmer - XXL
- 2003 : Scissor Sisters - Mary
- 2004 : Michael Bublé - Spider-Man Theme Song
- 2004 : Britney Spears - Outrageous
- 2004 : Beastie Boys - (You Gotta) Fight for Your Right (To Party!)
- 2004 : Ryukyu Underground - Seragaki
- 2004 : Sarah McLachlan - World on Fire
- 2005 : Tiësto - UR/A Tear in the Open
- 2005 : Britney Spears - And Then We Kiss
- 2005 : The Crew-Cuts - Sh-Boom
- 2005 : The Go-Go's - Our Lips Are Sealed (en)
- 2005 : Culture Club - I'll Tumble 4 Ya
- 2006 : Niyaz - Dilruba
- 2006 : Mark Mothersbaugh - The Sims Theme
- 2006 : Coldplay - Talk
- 2006 : Scissor Sisters - Land of a Thousand Words
- 2006 : Yonderboi - People Always Talk About The Weather
- 2006 : UNKLE - Burn My Shadow
- 2007 : melody. - Feel The Rush
- 2007 : Fatboy Slim - Weapon of Choice
- 2007 : Avril Lavigne - Girlfriend
- 2007 : Junkie XL - Colossus of Rhodes
- 2007 : Justin Timberlake - What Goes Around...
- 2007 : Junkie XL - More
- 2007 : Britney Spears - Gimme More
- 2008 : Junkie XL - Cities in Dust
- 2008 : Junkie XL - Not Enough
- 2008 : Madonna et Justin Timberlake - 4 Minutes
- 2008 : Eagles of Death Metal - Don't Speak
- 2008 : Jape - I Was A Man
- 2008 : Lisa Miskovsky - Still Alive
- 2010 : Daft Punk - The Grid
- 2012 : Hans Zimmer - Bombers Over Ibiza

## Filmographie

### Cinéma

#### Longs métrages
- 1998 : Siberia (en) de Robert Jan Westdijk
- 1999 : The Delivery (nl) de Roel Reiné
- 2006 : DOA: Dead or Alive de Corey Yuen
- 2007 : Blind de Tamar van den Dop
- 2010 : Johan Primero (nl) de Johan Kramer (nl)
- 2010 : New Kids Turbo de Steffen Haars et Flip van der Kuil
- 2010 : The Happy Housewife (en) de Antoinette Beumer
- 2011 : Bringing Up Bobby de Famke Janssen
- 2011 : The Heineken Kidnapping (en) de Maarten Treurniet
- 2013 : Paranoia de Robert Luketic
- 2014 : 300 : La Naissance d'un empire (300: Rise of an Empire) de Noam Murro
- 2014 : Divergente (Divergent) de Neil Burger
- 2014 : The Amazing Spider-Man : Le Destin d'un héros de Marc Webb (composé par Hans Zimmer et un supergroupe appelé The Magnificent Six, composé de Pharrell Williams, Mike Einziger, Junkie XL, Johnny Marr, Andrew Kawczynski et Steve Mazzaro)
- 2015 : Night Run (Run All Night) de Jaume Collet-Serra
- 2015 : Mad Max: Fury Road de George Miller
- 2015 : Strictly Criminal (Black Mass) de Scott Cooper
- 2015 :  Kill Your Friends d'Owen Harris (en)
- 2015 : Point Break d'Ericson Core
- 2016 :  Deadpool de Tim Miller
- 2016 :  Batman v Superman : L'Aube de la justice (Batman v Superman: Dawn of Justice) de Zack Snyder (cocompositeur avec Hans Zimmer)
- 2016 : La distance jusqu'aux rêves (Distance Between Dreams) de Rob Bruce
- 2016 : Brimstone de Martin Koolhoven
- 2016 : Spectral de Nic Mathieu
- 2017 : La Tour sombre (The Dark Tower) de Nikolaj Arcel
- 2018 : Tomb Raider de Roar Uthaug
- 2018 :  Mortal Engines de Christian Rivers
- 2019 : Alita: Battle Angel de Robert Rodriguez
- 2019 : Terminator: Dark Fate de Tim Miller
- 2020 : Sonic, le film (Sonic the Hedgehog) de Jeff Fowler
- 2020 :  Scooby ! (Scoob!) de Tony Cervone (en)
- 2021 : Zack Snyder's Justice League de Zack Snyder
- 2021 :  Godzilla vs Kong d'Adam Wingard
- 2021 : Army of the Dead de Zack Snyder
- 2022 : 355 (The 355) de Simon Kinberg
- 2022 :  Trois mille ans à t'attendre (Three Thousand Years of Longing) de George Miller
- 2022 : Sonic 2, le film de Jeff Fowler
- 2023 : Rebel Moon - Partie 1 : Enfant du feu (Rebel Moon: Part One – A Child of Fire)
- 2024 : Rebel Moon - Partie 2 : L'Entailleuse (Rebel Moon: Part Two – The Scargiver)
- 2024 : Sonic 3, le film (Sonic the Hedgehog 3) de Jeff Fowler
- 2024 : Furiosa : Une saga Mad Max (Furiosa: A Mad Max Saga) de George Miller
- 2024 : Godzilla x Kong: The New Empire d'Adam Wingard

#### Courts métrages
- 2008 : Fertilize de Senne Dehandschutter
- 2016 : Remembrance d'Arjun Mitra
- 2017 : Snow Steam Iron de Zack Snyder

### Jeux vidéo
- 2002 : Quantum Redshift
- 2003 : SSX 3
- 2005 : Forza Motorsport
- 2007 : SSX Blur
- 2007 : FIFA 08
- 2007 : Need for Speed: ProStreet
- 2008 : FIFA 09
- 2011 : Darkspore
- 2015 : Madden NFL 16
- 2024 : Skull and Bones

### Télévision
- 2003 : Musique composée pour la chaîne Nederland 3[2]